# Алу Діарра
Алу́ Діарра́ (фр. Alou Diarra, нар. 15 липня 1981 року, Вільпент) — колишній французький футболіст малійського походження, півзахисник, виступав за збірну Франції.

## Клубна кар'єра
Вихованець футбольної школи клубу «Луан-Кюїзо». Дорослу футбольну кар'єру розпочав 1999 року в основній команді того ж клубу, в якій провів один сезон, взявши участь лише у 3 матчах чемпіонату.
2000 року увагу на молодого француза звернуло керівництво мюнхенської «Баварії», у складі якої гравець провів наступні два роки своєї ігрової кар'єри. 2002 року трансфер Діарри викупив англійський «Ліверпуль». У складі англійської команди, втім, гравцеві місця не знайшлося і його було відправлено в оренду на батьківщину, спочатку до «Гавра», а за рік, у 2003 році, до «Бастії». 2004 року Діарра приєднався на умовах оренди до «Ланса», який за рік викупив його трансфер та уклав з гравцем повноцінний контракт. З «Лансом» футболіст виборов тутул володаря Кубка Інтертото.
Протягом 2006–2007 років захищав кольори ліонського «Олімпіка», у складі якого став чемпіоном Франції.
Своєю грою за останню команду привернув увагу представників тренерського штабу клубу «Бордо», до складу якого приєднався 2007 року. Відіграв за команду з Бордо наступні чотири сезони своєї ігрової кар'єри. Більшість часу, проведеного у складі «Бордо», був основним гравцем команди. За цей час додав до переліку своїх трофеїв два титули володаря Суперкубка Франції, знову ставав чемпіоном країни.
До складу клубу «Олімпік» (Марсель) приєднався 2011 року. Наразі встиг відіграти за команду з Марселя 24 матчі в національному чемпіонаті.

## Виступи за збірні
Протягом 2000–2001 років залучався до складу молодіжної збірної Франції. На молодіжному рівні зіграв у 10 офіційних матчах, забив 1 гол.
2004 року дебютував в офіційних матчах у складі національної збірної Франції. Наразі провів у формі головної команди країни 44 матчі. У складі збірної був учасником чемпіонату світу 2006 року у Німеччині, де разом з командою здобув «срібло», а також чемпіонату світу 2010 року у ПАР.

## Титули і досягнення
- Володар Міжконтинентального кубка (1):

«Баварія»: 2001
- Володар Кубка Інтертото (1):

«Ланс»: 2005
- Володар Суперкубка Франції (3):

«Бордо»: 2008, 2009
«Олімпік» (Марсель): 2011
- Чемпіон Франції (2):

«Олімпік» (Ліон): 2006-07
«Бордо»: 2008-09
- Володар Кубка французької ліги (2):

«Бордо»: 2008-09
«Олімпік» (Марсель): 2011-12
- Віце-чемпіон світу: 2006